# Coupe du Congo féminine de football
La Coupe du Congo féminine de football est une compétition de football à élimination directe, ouverte à tous les clubs de football féminin de la république du Congo.

## Histoire
La compétition connaît sa première édition en 2001.

## Palmarès
| Année     | Vainqueur             | Score        | Finaliste             |
| --------- | --------------------- | ------------ | --------------------- |
| 2001      | AC Colombe            | 3-1          | FC La Source          |
| 2002      | FCF La Source         | 2-0          | AC Colombe            |
| 2003      | FCF La Source         | 5-0          | Fleur du Ciel         |
| 2004      | CESB                  | 1-1 8-7 tab  | FCF La Source         |
| 2005      | AC Colombe            | 1-1 4-2 tab  | CESB                  |
| 2006      | FCF La Source         |              |                       |
| 2007      | FCF La Source         | 2-2 3-2 tab  | AC Colombe            |
| 2008      | FCF La Source         | 2-2 4-2 tab  | AC Colombe            |
| 2009      | AC Colombe            | 1-0          | Patronage Sainte-Anne |
| 2010      | Non disputée          | Non disputée | Non disputée          |
| 2011      | Patronage Sainte-Anne | 1-1 9-8 tab  | FCF La Source         |
| 2012      | AC Léopards           | 3-0          | FCF La Source         |
| 2013      | AC Léopards           | 1-0          | FCF La Source         |
| 2014      | AC Léopards           | 2-2 5-4 tab  | Fleur du Ciel         |
| 2015      | AC Léopards           | 2-0          | AC Colombe            |
| 2016      | AC Léopards           | 2-0          | FCF La Source         |
| 2017      | AC Colombe            | 3-2          | FCF La Source         |
| 2018      | AC Colombe            | 1-0          | AS Epah Ngamba        |
| 2019      | AS Epah Ngamba        | 4-0          | Tula Ka Tula          |
| 2020-2021 | Non disputée          | Non disputée | Non disputée          |
| 2022      | FCF La Source         | 0-0 10-9 tab | AS Epah Ngamba        |
| 2023      | AC Colombe            | 3-1          | Galactic              |